# Torżok (obwód niżnonowogrodzki)
Torżok (ros. Торжок) – osiedle w Rosji, w obwodzie niżnonowogrodzkim, w rejonie wozniesieńskim. W 2010 liczyło 10 mieszkańców.